# Куколь (растение)
Ку́коль, или Агросте́мма (лат. Agrostémma) — род травянистых растений семейства Гвоздичные.

## Название
Название рода происходит от греч. agros — поле и stemma, atos — венок, гирлянда: украшение поля (полевой венок) — по красоте цветков и местообитанию. Толкование названия по «Флоре СССР» — растение, пригодное для венков из полевых цветов.
За яркие цветки агростемму иногда называют горицветом, и под этим названием её можно найти в некоторых старинных справочниках[каких?], хотя в настоящее время под названием «горицвет» чаще встречается другое растение — адонис весенний.

## Ботаническое описание
Однолетние травы, часто озимые, с длинным (до 80 см), ветвистым главным корнем или опушенные длинными, беловатыми, или сероватыми волосками; стебель 30—100 см высоты, прямостоячий, простой или ветвистый; листья линейные или линейно-ланцетные, до 13 см длиной.
Цветки обоеполые, актиноморфные, около 5 см в диаметре, в монохаизальных соцветиях или одиночные на верхушках стебля и его ветвей. Чашечка 25—55 мм длины (при плодах удлиняющаяся) продолговато-яйцевидная или продолговатая с длинными, линейно-ланцетными зубцами трубка с 10 сильно выделяющимися жилками; рассечена глубже половины на 5 долей. Лепестков 5, с цельным или выемчатым на верхушке отгибом, без привенчика. Лепестки тёмно-розовые, тускло-пурпурные, реже светло-розовые или белые; ноготки с внутренней стороны с продольной крыловидной полоской. Тычинок 10, столбиков 5. Рыльце кругом волосистое.
Плод без ножки, коробочка (зрелая) в основании одногнёздная, многосемянная, вскрывающаяся наверху 5 зубцами. Семена почти чёрные, 2,5 — 3,5 мм в диаметре, более или менее густо покрытые острыми шипиками или бугорками, по спинке выпуклые.

## Географическое распространение и экология
Евразиатский род, произрастает в областях умеренного климата Европы и Азии. Встречается в посевах озимых и яровых зерновых культур. Во многих странах встречается в качестве заносного растения; натурализовался в Америке.

## Хозяйственное значение
Куколь больше известен ботаникам не как культурное растение, а как вредный сорняк. Наибольшую опасность это растение представляет тем, что его семена ядовиты, поэтому мука, полученная из зерна, засорённого семенами куколя, тоже ядовита.
В цветоводстве куколь более известен под названием агростемма как красивое декоративное растение. Его выращивают на высоких клумбах, в миксбордерах, массивах, иногда для срезки. Цветки долго стоят в срезке, не увядая до семи дней. Красиво агростемма смотрится в смеси со злаковыми и луговыми травами, входит в состав мавританского газона. В цветоводстве используются два вида: Куколь обыкновенный (Agrostemma githago L.) и Куколь изящный (Agrostemma gracilis Boiss.)
Куколь обыкновенный (Agrostemma githago), обладающий снотворными и глистогонными свойствами, применяется как лекарственное растение в народной медицине. Свежие листья этого растения наружно применяют при геморрое, фурункулах, как ранозаживляющее средство.
Куколь одно время культивировался для переработки его семян на спирт.

## Классификация

### Таксономия
Agrostemma L., 1753, Sp. Pl.: 435
Род Куколь относится к семейству Гвоздичные (Caryophyllaceae) порядка Гвоздичноцветные (Caryophyllales). Кладограмма в соответствии с Системой APG IV по состоянию на декабрь 2023 года:
|  |                                      |  |                                   |                                   |                      |  | ещё 40 семейств |              |              |                       |
|  |                                      |  |                                   |                                   |                      |  |                 |              |              | 2 подтвержденных вида |
|  |                                      |  |                                   | порядок Гвоздичноцветные          |                      |  |                 |              | род Куколь   |                       |
|  |                                      |  |                                   | порядок Гвоздичноцветные          |                      |  |                 |              | род Куколь   |                       |
|  | отдел Цветковые, или Покрытосеменные |  |                                   |                                   | семейство Гвоздичные |  |                 |              |              |                       |
|  | отдел Цветковые, или Покрытосеменные |  |                                   |                                   |                      |  |                 |              |              |                       |
|  |                                      |  | ещё 63 порядка цветковых растений | ещё 63 порядка цветковых растений |                      |  |                 | еще 97 родов | еще 97 родов |                       |
|  |                                      |  |                                   | ещё 63 порядка цветковых растений |                      |  |                 |              | еще 97 родов |                       |

### Виды
- Agrostemma brachyloba (Fenzl) K.Hammer
- Agrostemma githago L. typus[7] — Куколь обыкновенный